# Hutten (Schlüchtern)
Hutten ist ein Stadtteil von Schlüchtern im osthessischen Main-Kinzig-Kreis.

## Geographie

### Geographische Lage
Hutten liegt auf einer Höhe von 455 m über NN und ist damit der höchstgelegene Stadtteil von Schlüchtern. Es liegt 7 km nordöstlich des Stadtzentrums. Das Dorf liegt auf dem Landrücken, dem verbindenden Höhenzug zwischen Rhön und Vogelsberg.
Hutten grenzt im Nordwesten an den Ort Rückers, im Norden an den Ort Schweben, im Nordosten an den Ort Mittelkalbach, im Osten an den Ort Veitsteinbach, im Südosten an den Ort Gundhelm und im Südwesten an den Ort Elm.
Hutten liegt weiter im Naturpark „Hessischer Spessart“, der im Norden der Gemarkung an den Naturpark „Hessische Rhön“ angrenzt.

### Gewässer
Hutten liegt am Elmbach. Im Nordwesten der Gemarkung Hutten entspringt auf dem Landrücken, der Wasserscheide zwischen Weser und Main, in einem Quellgebiet nahe der Grenze zur Gemarkung Rückers der Quellfluss Hermannswasser. Das Hermannswasser fließt durch die Gemarkung Rückers und mündet in das Kautzer Wasser.

## Geschichte

### Mittelalter
Die älteste erhaltene Erwähnung des Dorfes stammt aus dem Jahr 1167. 1274 beginnt die Reihe der Ritter von Hutten mit einem Erkenbert. Einer seiner Nachkommen war Ulrich von Hutten „ex buchonia“. Das Dorf gehörte zum Amt Brandenstein der Herrschaft und späteren Grafschaft Hanau. Es war als Lehen an die Herren von Hutten vergeben.
Historische Namensformen
Der Ortsname leitet sich von dem Personennamen Huoto ab. In erhaltenen Urkunden wurde Hutten unter den folgenden Namen erwähnt (in Klammern das Jahr der Erwähnung):
Hutten (um 1137). Huten (um 1150), Hoten (1278) und Huthen (1311).

### Neuzeit
In der Reformation wurde die Grafschaft Hanau-Münzenberg letztendlich reformiert, so auch Hutten. Bis 1537 gehörte das Dorf zur Pfarrei Oberkalbach, dann bis 1764 zu denen von Gundhelm. Seitdem bildete der Ort eine eigene Gemeinde, die aber vom Pfarrer in Gundhelm mitbetreut wurde.
1717 wurde das Amt Brandenstein – und damit auch Hutten – von Hanau an den Landgrafen von Hessen-Kassel für ein Darlehen über 100.000 Gulden verpfändet. Da das Pfand nie mehr ausgelöst wurde und nach dem Tod des Grafen Johann Reinhard III. von Hanau 1736 Landgraf Friedrich von Hessen-Kassel die Grafschaft Hanau-Münzenberg und damit auch das Amt Brandenstein und somit das Dorf Hutten erbte, blieb der Ort bei Hessen-Kassel. 1803 wurde die Landgrafschaft zum Kurfürstentum Hessen erhoben. Während der napoleonischen Zeit stand das Amt Brandenstein und Hutten ab 1806 unter französischer Militärverwaltung und gehörte von 1810 bis 1813 zum Großherzogtum Frankfurt. Anschließend fiel es wieder an das Kurfürstentum Hessen zurück. Nach der Verwaltungsreform des Kurfürstentums Hessen von 1821, im Rahmen derer Kurhessen in vier Provinzen und 22 Kreise eingeteilt wurde, ging das Amt Brandenstein im neu gebildeten Kreis Schlüchtern auf. Seit dem 1. Dezember 1969 ist Hutten ein Ortsteil der Stadt Schlüchtern.
Am 4. August 1929 stürzte im Wald zwischen Elm und Hutten ein Passagierflugzeug der Deutschen Luft Hansa auf dem Linienflug von Frankfurt nach Berlin-Tempelhof ab. Dabei kamen der Pilot und drei weitere Passagiere ums Leben. An den Absturz erinnert noch heute ein ca. zwei Meter hohes Kreuz an der Absturzstelle.
Hessische Gebietsreform (1970–1977)
Zum 1. Dezember 1969 wurde die bis dahin selbständige Gemeinde Hutten im Vorfeld der Gebietsreform in Hessen auf freiwilliger Basis in die Stadt Schlüchtern eingemeindet. Für Hutten wurde, wie für die anderen eingemeindeten, ehemals eigenständigen Gemeinden von Schlüchtern, ein Ortsbezirk eingerichtet. Mit der Hessischen Gebietsreform wurde der Landkreis Schlüchtern 1974 aufgelöst und Hutten liegt seit dem im Main-Kinzig-Kreis.

### Verwaltungsgeschichte im Überblick
Die folgende Liste zeigt die Staaten und Verwaltungseinheiten, denen Hutten angehört(e):
- vor 1458: Heiliges Römisches Reich, Grafschaft Hanau
- ab 1458: Heiliges Römisches Reich, Grafschaft Hanau-Münzenberg, Amt Brandstein (ab 1544)
- ab 1642: Heiliges Römisches Reich, Grafschaft Hanau-Lichtenberg, Amt Brandstein
- ab 1736: Heiliges Römisches Reich, Landgrafschaft Hessen-Kassel, Amt Brandstein
- ab 1803: Heiliges Römisches Reich, Landgrafschaft Hessen-Kassel, Fürstentum Hanau,[Anm. 2] Amt Brandstein
- 180&–1810: Kaiserreich Frankreich,[Anm. 3] Fürstentum Hanau, Amt Brandstein (Militärverwaltung)
- 1810–1813: Großherzogtum Frankfurt, Departement Hanau, Distrikt Altengronau
- ab 1816: Kurfürstentum Hessen,[Anm. 4] Fürstentum Hanau, Amt Brandstein[7]
- ab 1821/22: Kurfürstentum Hessen, Provinz Hanau, Kreis Schlüchtern[8][Anm. 5]
- ab 1848: Kurfürstentum Hessen, Bezirk Hanau
- ab 1851: Kurfürstentum Hessen, Provinz Hanau, Kreis Schlüchtern
- ab 1867: Königreich Preußen,[Anm. 6] Provinz Hessen-Nassau, Regierungsbezirk Kassel, Kreis Schlüchtern
- ab 1871: Deutsches Reich, Königreich Preußen, Provinz Hessen-Nassau, Regierungsbezirk Kassel, Kreis Schlüchtern
- ab 1918: Deutsches Reich (Weimarer Republik), Freistaat Preußen, Provinz Hessen-Nassau, Regierungsbezirk Kassel, Kreis Schlüchtern
- ab 1944: Deutsches Reich, Freistaat Preußen, Provinz Nassau, Landkreis Schlüchtern
- ab 1945: Amerikanische Besatzungszone,[Anm. 7] Groß-Hessen, Regierungsbezirk Wiesbaden, Landkreis Schlüchtern
- ab 1946: Amerikanische Besatzungszone, Hessen, Regierungsbezirk Wiesbaden, Landkreis Schlüchtern
- ab 1949: Bundesrepublik Deutschland, Hessen, Regierungsbezirk Wiesbaden, Landkreis Schlüchtern
- ab 1968: Bundesrepublik Deutschland, Hessen, Regierungsbezirk Darmstadt, Landkreis Schlüchtern
- ab 1969: Bundesrepublik Deutschland, Hessen, Regierungsbezirk Darmstadt, Landkreis Schlüchtern, Stadt Schlüchtern
- ab 1974: Bundesrepublik Deutschland, Hessen, Regierungsbezirk Darmstadt, Main-Kinzig-Kreis, Stadt Schlüchtern

## Bevölkerung

### Einwohnerstruktur 2011
Nach den Erhebungen des Zensus 2011 lebten am Stichtag dem 9. Mai 2011 in Hutten 798 Einwohner. Darunter waren 12 (1,5 %) Ausländer. Nach dem Lebensalter waren 135 Einwohner unter 18 Jahren, 312 zwischen 18 und 49, 171 zwischen 50 und 64 und 180 Einwohner waren älter. Die Einwohner lebten in 342 Haushalten. Davon waren 99 Singlehaushalte, 99 Paare ohne Kinder und 105 Paare mit Kindern, sowie 33 Alleinerziehende und 12 Wohngemeinschaften. In 81 Haushalten lebten ausschließlich Senioren und in 207 Haushaltungen lebten keine Senioren.

### Einwohnerentwicklung
| Quelle: Historisches Ortslexikon |                         |
| • 1587:                          | 42 Schützen, 21 Spießer |
| • 1632:                          | 64 Dienstpflichtige     |
| • 1747:                          | 52 Haushaltungen        |
| • 1812:                          | 60 Feuerstellen         |

| Hutten: Einwohnerzahlen von 1812 bis 2020 | Hutten: Einwohnerzahlen von 1812 bis 2020 | Hutten: Einwohnerzahlen von 1812 bis 2020 | Hutten: Einwohnerzahlen von 1812 bis 2020 | Hutten: Einwohnerzahlen von 1812 bis 2020 |
| --- | ----------------------------------------- | ----------------------------------------- | ----------------------------------------- | ----------------------------------------- |
| Jahr |                                           |                                           |                                           | Einwohner                                 |
| 1812 | 1812                                      |                                           | 614                                       | 614                                       |
| 1834 | 1834                                      |                                           | 716                                       | 716                                       |
| 1840 | 1840                                      |                                           | 652                                       | 652                                       |
| 1846 | 1846                                      |                                           | 680                                       | 680                                       |
| 1852 | 1852                                      |                                           | 677                                       | 677                                       |
| 1858 | 1858                                      |                                           | 713                                       | 713                                       |
| 1864 | 1864                                      |                                           | 741                                       | 741                                       |
| 1871 | 1871                                      |                                           | 745                                       | 745                                       |
| 1875 | 1875                                      |                                           | 748                                       | 748                                       |
| 1885 | 1885                                      |                                           | 768                                       | 768                                       |
| 1895 | 1895                                      |                                           | 719                                       | 719                                       |
| 1905 | 1905                                      |                                           | 694                                       | 694                                       |
| 1910 | 1910                                      |                                           | 787                                       | 787                                       |
| 1925 | 1925                                      |                                           | 761                                       | 761                                       |
| 1939 | 1939                                      |                                           | 674                                       | 674                                       |
| 1946 | 1946                                      |                                           | 955                                       | 955                                       |
| 1950 | 1950                                      |                                           | 872                                       | 872                                       |
| 1956 | 1956                                      |                                           | 791                                       | 791                                       |
| 1961 | 1961                                      |                                           | 738                                       | 738                                       |
| 1967 | 1967                                      |                                           | 747                                       | 747                                       |
| 1970 | 1970                                      |                                           | 760                                       | 760                                       |
| 2005 | 2005                                      |                                           | 849                                       | 849                                       |
| 2010 | 2010                                      |                                           | 806                                       | 806                                       |
| 2011 | 2011                                      |                                           | 798                                       | 798                                       |
| 2015 | 2015                                      |                                           | 804                                       | 804                                       |
| 2020 | 2020                                      |                                           | 783                                       | 783                                       |
| Datenquelle: Historisches Gemeindeverzeichnis für Hessen: Die Bevölkerung der Gemeinden 1834 bis 1967. Wiesbaden: Hessisches Statistisches Landesamt, 1968. Weitere Quellen: LAGIS; 2005; 2010; 2015 2020; Zensus 2011 |                                           |                                           |                                           |                                           |

### Historische Religionszugehörigkeit
| • 1885: | 768 evangelische (= 100,00 %), kein katholischer Einwohner        |
| • 1961: | 661 evangelische (= 89,57 %), 59 katholische (= 7,99 %) Einwohner |

## Religion
Im Ort steht eine Kirche der evangelischen Kirchengemeinde Schlüchtern.

## Politik

### Ortsbeirat und Ortsvorsteher
Für Hutten besteht ein Ortsbezirk (Gebiete der ehemaligen Gemeinde Hutten) mit Ortsbeirat und Ortsvorsteher nach der Hessischen Gemeindeordnung.
Der Ortsbeirat besteht aus sieben Mitgliedern. Bei den Kommunalwahlen in Hessen 2021 betrug die Wahlbeteiligung zum Ortsbeirat 53,21 %. Alle Kandidaten gehören der „Bürgerliste Hutten“ an. Der Ortsbeirat wählte Jochen Koppel zum Ortsvorsteher.

### Wappen
Das Wappen wurde am 7. Dezember 1954 durch das Hessische Innenministerium genehmigt.
| Wappen von Hutten | Blasonierung: „Im schräglinks geteilten Schild oben vorn in Gold ein roter Schwanenflügel und unten hinten in Rot zwei goldene Balken.“ |
| Wappen von Hutten | |

## Infrastruktur

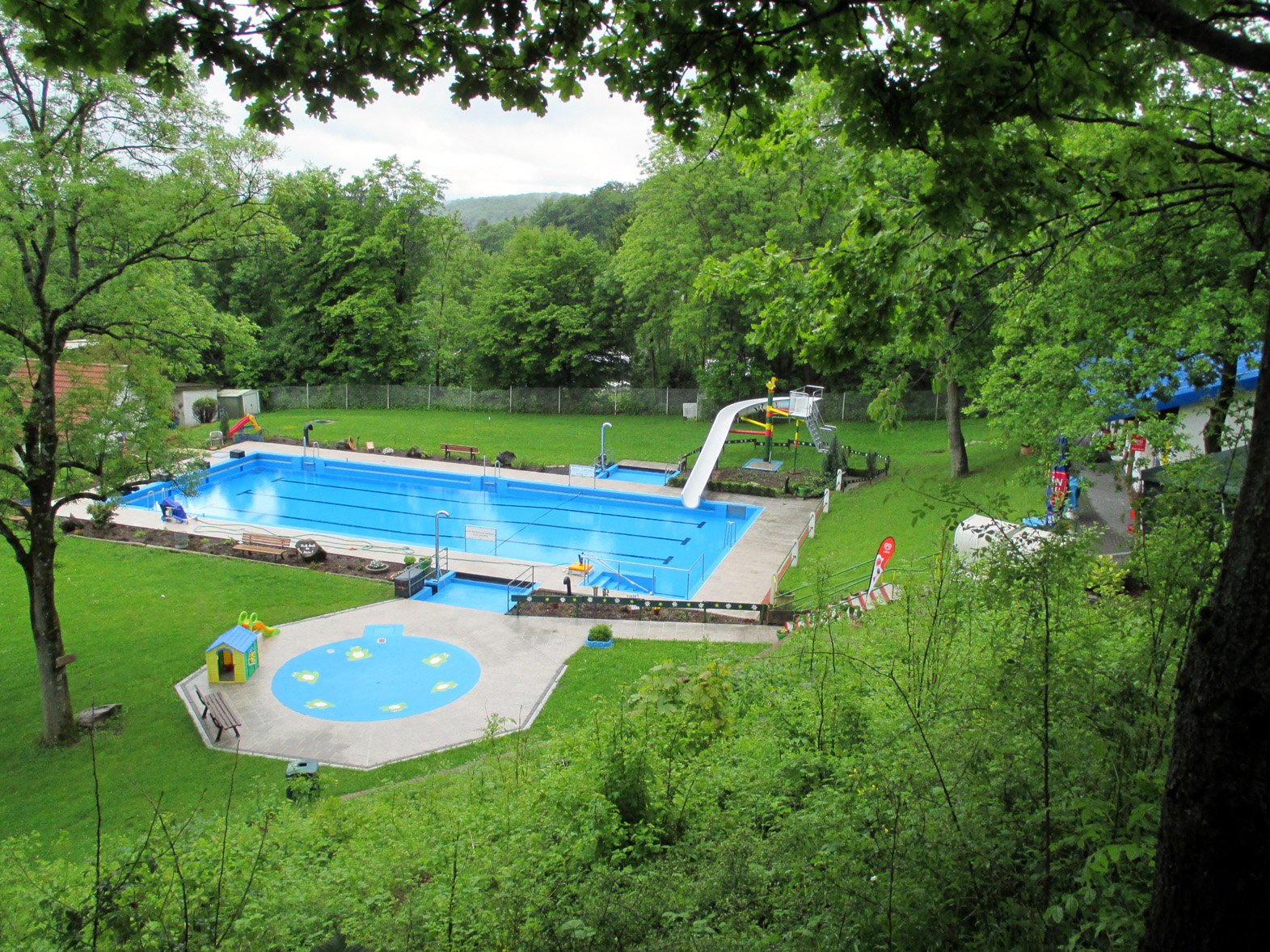
Freibad Am Heiligenborn

- In Ortsnähe (Hutten-Heiligenborn) befindet sich ein Freizeitgelände mit einem Campingplatz und einem Freibad.[18][19]
- Im Ort wird ein kleiner Laden genossenschaftlich betrieben.
- Ein Kindergarten im Ort wurde von der evangelischen Kirchengemeinde betrieben.
- Durch den Ort führen die Landesstraßen 3329 und 3141.
- In Heiligenborn befindet sich ein Sportplatz der SG Alemannia Gundhelm/Hutten.[20]